# Campeonato Mundial de Piragüismo en Maratón de 2010
El XVIII Campeonato Mundial de Piragüismo en Maratón se celebró en Bañolas (España) entre el 24 y el 26 de septiembre de 2010 bajo la organización de la Federación Internacional de Piragüismo (ICF).

## Resultados

### Masculino
| Evento | Oro                                                           | Plata                                                           | Bronce                                                       |
| ------ | ------------------------------------------------------------- | --------------------------------------------------------------- | ------------------------------------------------------------ |
| C1     | Nuno Barros Portugal 2:07:13,590                              | Manuel Antonio Campos · España · 2:07:30,530                    | Matthias Ebhardt · Alemania · 2:07:45,630                    |
| C2     | Óscar Graña · Ramón Ferro · España · 1:58:16,820              | Diego Romero Fraga · Ángel Rivademar · España · 1:58:28,200     | Attila Györe · Márton Kövér · Hungría · 1:59:24,550          |
| K1     | Benjamin Brown Reino Unido 2:13:48,032                        | Manuel Busto Fernández · España · 2:13:50,030                   | Leonard Jenkins Sudáfrica 2:13:56,270                        |
| K2     | Walter Bouzán · Álvaro Fernández Fiuza · España · 2:06:52,170 | Jorge Alonso González · Albert Corominas · España · 2:06:53,370 | Jakub Adam · Michael Odvarko · República Checa · 2:06:54,270 |

### Femenino
| Evento | Oro                                                   | Plata                                                     | Bronce                                                |
| ------ | ----------------------------------------------------- | --------------------------------------------------------- | ----------------------------------------------------- |
| K1     | Renáta Csay · Hungría · 2:07:14,380                   | Anna Adamová · República Checa · 2:07:41,620              | Friederike Leue · Alemania · 2:07:46,780              |
| K2     | Renáta Csay · Berenike Faldum · Hungría · 1:57:30,070 | Jeanette Løvborg Birgit Pontoppidan Dinamarca 1:57:52,560 | Lisa Sheriff · Agnes Brun-Lie · Noruega · 1:59:11,830 |

## Medallero
| Núm. | País            | Oro | Plata | Bronce | Total |
| ---- | --------------- | --- | ----- | ------ | ----- |
| 1    | España          | 2   | 4     | 0      | 6     |
| 2    | Hungría         | 2   | 0     | 1      | 3     |
| 3    | Portugal        | 1   | 0     | 0      | 1     |
| 3    | Reino Unido     | 1   | 0     | 0      | 1     |
| 5    | República Checa | 0   | 1     | 1      | 2     |
| 6    | Dinamarca       | 0   | 1     | 0      | 1     |
| 7    | Alemania        | 0   | 0     | 2      | 2     |
| 8    | Noruega         | 0   | 0     | 1      | 1     |
| 8    | Sudáfrica       | 0   | 0     | 1      | 1     |
|      | TOTAL           | 6   | 6     | 6      | 18    |